# United Nations Temporary Executive Authority

Westelijk Nieuw-Guinea

De United Nations Temporary Executive Authority of UNTEA was het tijdelijke bestuur van de Verenigde Naties over Westelijk Nieuw-Guinea/West-Irian (Papoea) in de periode van 1 oktober 1962 tot 1 mei 1963.
UNTEA kwam tot stand na het Akkoord van New York op 15 augustus 1962, waarbij de VN de overdracht van het Nederlandse bestuur van Nederlands-Nieuw-Guinea naar het Indonesische bestuur moest regelen. Als gevolg van een langdurig conflict tussen Nederland en Indonesië over de zeggenschap over Nederlands-Nieuw-Guinea besloot de VN tussen beide te komen. Nederland had het gebied onafhankelijkheid in het vooruitzicht gesteld, en had in 1961 verkiezingen georganiseerd voor een Nieuw-Guinea Raad, een bestuur van plaatselijke vertegenwoordigers. Ook was een eigen vlag, de Morgenster, en een eigen volkslied, het Hay tanahku Papua ontworpen. President Soekarno meende echter dat het gebied een onderdeel was van de Republiek Indonesië en dreigde met oorlog. Mede dankzij de steun die Indonesië gaf aan de bestrijding van het communisme, steunde de Amerikaanse president John F. Kennedy de claims van Indonesië en werd het onafhankelijkheidsverlangen van Westelijk Nieuw-Guinea aan groter geachte belangen opgeofferd.
Met de overdracht van het bestuur aan de VN verloor Nederland zeggenschap over Nederlands-Nieuw-Guinea, en kon ook de toezegging van onafhankelijkheid niet meer worden nagekomen. Voorafgaand aan het aantreden van UNTEA verlieten 15.500 Nederlanders het gebied, waaronder de meeste bestuursambtenaren.
Op 1 oktober 1962 werd de vicekabinetschef van U Thant, secretaris-generaal van de VN, de uit Guatemala afkomstige José Rolz-Bennett als hoofd van UNTEA in Hollandia geïnstalleerd. Hij volgde de aftredende Nederlandse gouverneur P.J. Platteel op. Op 15 november 1962 werd de functie overgenomen door de Iraniër Djalal Abdoh. De veiligheid in het gebied werd gewaarborgd door de UNSF (United Nations Security Force), die bestond uit 1500 militairen uit Pakistan onder leiding van generaal-majoor Said Uddin Khan. Verder was er een detachement van 60 man van de US Air Force, en een 16 man tellend detachement van de Royal Canadian Airforce aanwezig. De door het Nederlandse bewind opgerichte Papoeapolitie en het Papoea Vrijwilligers Korps (PVK) gingen deel uitmaken van UNSF, evenals een contingent van in het gebied geïnfiltreerde Indonesische militairen met de naam Kontindo (Kontingen Indonesia).
Elf Nederlandse bestuursambtenaren namen in die tijd de uitdaging aan UNTEA te helpen bij de overdracht. Zij kregen een contract tot 1 mei 1963. Door het vertrek van het onder Nederlands gezag opgezette ambtenarenapparaat viel het UNTEA moeilijk het gebied te besturen. Ter plaatse waren onvoldoende goed opgeleide mensen aanwezig. Belangrijke functies werden uitgeoefend door politieofficieren uit de Filipijnen, en vooral ook door Indonesiërs.
Indonesië zag het overgangsbestuur als een noodzakelijk kwaad dat zo snel mogelijk moest worden beëindigd. Zij pleitten er voor de termijn van UNTEA te bekorten, en de overdracht aan Indonesië op 1 mei 1963 te doen plaatsvinden. Uiteindelijk ging de VN hiermee akkoord. Indonesië kreeg van de VN het mandaat het gebied te besturen totdat de tijd rijp zou zijn voor het houden van een volksraadpleging waarin de bevolking zelf over de toekomst zou mogen beslissen. Vanuit het gezichtspunt van Indonesië keerde het gebied echter "terug in de moederschoot". Indonesië was niet van plan aan de verlangens naar onafhankelijkheid van de bevolking tegemoet te komen. De volksraadpleging werd gehouden in 1969 volgens het islamitische systeem van musyawarah, waarbij een selectief gekozen aantal mensen in raden hun stem mochten uitbrengen. De deelnemers werden vooraf gekozen op basis van hun pro-Indonesische standpunten en werden verder bij het uitbrengen van hun stem sterk geïntimideerd, met een pro-Indonesische uitslag van de volksraadpleging tot gevolg.
Na het vertrek van UNTEA werd de naam van het gebied omgedoopt in Irian Barat (Westelijk Nieuw-Guinea (West-Irian) ), later na de volksraadpleging in Irian Jaya, Glorieus Irian. Irian Jaya werd een provincie van de Republiek Indonesië. De naam Irian Jaya zou in gebruik blijven tot president Abdurrahman Wahid het gebied in 2000 speciale autonomie toekende en de naam Papoea toestond.
Een groot deel van de bevolking heeft de overdracht van het gebied aan Indonesië nooit geaccepteerd. Na UNTEA ontstond er een bevrijdingslegertje, de Organisasi Papua Merdeka, dat tot 1971 actief zou blijven en met militaire middelen wilde proberen de Indonesiërs te verdrijven. Later ontstonden andere legertjes met namen als TPN en Papenal. Als gevolg van burgeroorlog en conflicten tussen de bevolking en het Indonesische leger zijn tussen 1963 en heden enkele tienduizenden mensen om het leven gekomen.
UNTEA is historisch van betekenis, omdat het voor het eerst in de geschiedenis was dat de VN verantwoordelijkheid nam voor het bestuur van een gebied.

## De medaille
Zoals gebruikelijk stichtte de secretaris-generaal van de Verenigde Naties een van de Medailles voor Vredesmissies van de Verenigde Naties voor de deelnemers. Deze UNTEA Medaille wordt aan militairen en politie-agenten verleend.